# Шапечинский сельсовет
Шапечинский сельсовет — административная единица на территории Витебского района Витебской области Республики Беларусь. Административный центр — агрогородок Шапечино.

## Состав
Шапечинский сельсовет включает 34 населённых пункта:
- Большая Черница — деревня
- Владимировка — деревня
- Гарьково — деревня
- Гороватка — деревня
- Горовые — деревня
- Гряда — деревня
- Дыманово — деревня
- Липовцы — посёлок
- Зазыбы 1 — деревня
- Замосточье — агрогородок
- Заречье — деревня
- Ильичёвка — деревня
- Косачи — деревня
- Кузьменцы — деревня
- Лучёса — деревня
- Ляденки — деревня
- Лядище — деревня
- Ляхи — деревня
- Макарово — деревня
- Мяклово — деревня
- Новики — деревня
- Осиновка — деревня
- Пущеёво — деревня
- Рожново — деревня
- Савченки — деревня
- Скрыдлево — деревня
- Слобода — деревня
- Старинцы — деревня
- Стриганцы — деревня
- Тялоши — деревня
- Чернецкий Мох — деревня
- Шапечино — агрогородок
- Шарки — деревня
- Шилки — деревня